# Ałmas Atajew
Ałmas Żanadyłuły Atajew (kaz. Алмас Жанаділұлы Атаев, trl. Almas Žanadilu̇ly Ataev; ur. 24 maja 1981) – kazachski judoka.
Startował w Pucharze Świata w latach 2002–2004, 2006, 2008, 2009 i 2011. Srebrny medalista igrzysk azjatyckich w 2006 roku.